# Pablo Gúrpide Beope
Pablo Gúrpide Beope (Ochagavía, 25 gennaio 1898 – Bilbao, 18 novembre 1968) è stato un vescovo cattolico spagnolo.

## Biografia
Pablo Gúrpide Beope nacque a Ochagavía il 25 gennaio 1898 in una famiglia tradizionalista.

### Formazione e ministero sacerdotale
Compì gli studi ecclesiastici nel seminario di Pamplona.
Il 23 settembre 1923 fu ordinato presbitero per la diocesi di Pamplona. Ricoprì diversi uffici, in particolare fu primo direttore del giornale diocesano La Verdad  dal 1935  e assistente ecclesiastico della sezione di Navarra dell'Associazione cattolica dei propagandisti (ACdP) dal 1941 al 1951.

### Ministero episcopale
Nel 1950 il governo spagnolo del generale Francisco Franco lo propose per la sede vacante di Sigüenza. Il 3 giugno 1951 papa Pio XII lo nominò vescovo di Sigüenza. Ricevette l'ordinazione episcopale il 23 settembre successivo dal vescovo di Pamplona Enrique Delgado y Gómez, co-consacranti il vicario castrense per la Spagna Luis Alonso Muñoyerro e il vescovo ausiliare di Saragozza Lorenzo Bereciartúa y Balerdi.
Durante il suo episcopato, i confini della diocesi furono modificati per adeguarli a quelli della provincia di Guadalajara.
Il 19 dicembre 1955 papa Pio XII lo nominò vescovo di Bilbao.
Partecipò al Concilio Vaticano II, senza distinguersi particolarmente per i suoi interventi. La fine dell'assemblea conciliare coincise con un periodo di gravi conflitti sociali, politici ed ecclesiali nei Paesi Baschi e in particolare nella Biscaglia. Una notevole parte del clero diocesano iniziò a contestare monsignor Gurpide e il regime franchista. Nella lettera pastorale per la Pasqua del 1967, accanto al commento evangelico, incluse la seguente dichiarazione:
Gli scontri si esacerbarono culminando nell'occupazione da parte di 60 sacerdoti del seminario diocesano di Derio nel novembre del 1968.
Morì a Bilbao il 18 novembre 1968 all'età di 70 anni. La Santa Sede nominò in seguito amministratore apostolico il vescovo di Santander José María Cirarda, originario della Biscaglia.

## Genealogia episcopale
La genealogia episcopale è:
- Cardinale Scipione Rebiba
- Cardinale Giulio Antonio Santori
- Cardinale Girolamo Bernerio, O.P.
- Arcivescovo Galeazzo Sanvitale
- Cardinale Ludovico Ludovisi
- Cardinale Luigi Caetani
- Cardinale Ulderico Carpegna
- Cardinale Paluzzo Paluzzi Altieri degli Albertoni
- Papa Benedetto XIII
- Papa Benedetto XIV
- Papa Clemente XIII
- Cardinale Marcantonio Colonna
- Cardinale Giacinto Sigismondo Gerdil, B.
- Cardinale Giulio Maria della Somaglia
- Cardinale Carlo Odescalchi, S.I.
- Vescovo Eugène de Mazenod, O.M.I.
- Cardinale Joseph Hippolyte Guibert, O.M.I.
- Cardinale François-Marie-Benjamin Richard de la Vergne
- Cardinale Pietro Gasparri
- Cardinale Gaetano Cicognani
- Vescovo Enrique Delgado y Gómez
- Vescovo Pablo Gúrpide Beope